# The Killer's Game
The Killer's Game es una película de comedia de acción estadounidense de 2024 dirigida por J. J. Perry y escrita por Rand Ravich y James Coyne, basada en la novela de 1997 del mismo nombre de Jay Bonansinga. La película está protagonizada por Dave Bautista, Sofia Boutella, Terry Crews, Scott Adkins, Marko Zaror, Pom Klementieff y Ben Kingsley.
The Killer's Game fue estrenada en Estados Unidos por Lionsgate el 13 de septiembre de 2024.

## Premisa
Un asesino veterano Joe Flood (Dave Bautista) se le informa que tiene una enfermedad terminal, contrata un servicio para acabar con su propia vida. Al descubrir que su diagnóstico era incorrecto, Joe se ve obligado a enfrentarse a una serie de asesinos que ahora lo persiguen, mientras intenta proteger a su novia (Sofia Boutella).

## Reparto
- Dave Bautista como Joe Flood
- Sofia Boutella como Maize
- Terry Crews como Lovedahl
- Scott Adkins como Angus Mackenzie
- Marko Zaror como Botas
- Pom Klementieff como Marianna
- Ben Kingsley como Zvi
- Alex Kingston como Sharon
- Drew McIntyre como Rory Mackenzie
- Shaina West
- Lucy Cork
- Daniel Bernhardt como Radovan
- Lee Hoon como Goyang
- Raffaello Degruttola como Dr. Kagen
- Cristina Galera como Lucía

## Producción
Originalmente titulado Godforsaken, Rand Ravich escribió su adaptación de la novela de Jay Bonansinga, The Killer's Game, según las especificaciones a mediados de la década de 1990 y vendió su borrador a New Line Cinema en diciembre de 1995.   Intermedia produciría la película.  Rupert Wainwright fue designado para dirigir, mientras que Wesley Snipes fue cortejado para protagonizar en julio de 2002. Se esperaba que la producción comenzara durante el otoño.  Un mes después, comenzaron las conversaciones con Mike van Diem para dirigir.  New Line ofreció la película a una amplia gama de directores, incluidos John Woo, Wolfgang Petersen, Alex Proyas y Renny Harlin, pero no logró atraer a ninguno. En agosto de 2004, la película pasó a Paramount Pictures ; Intermedia y Andrew Lazar se encargaron de la producción mientras Simon Kinberg se encargaba de las reescrituras.  Michael Keaton estuvo en un momento vinculado a la estrella, mientras que se consideró que Simon Crane y Pitof dirigirían.  El desarrollo del proyecto se paralizó en 2006 cuando Intermedia cerró. 
En diciembre de 2015, Broad Green Pictures estaba en conversaciones para adquirir los derechos de The Killer's Game.  En febrero de 2018, STX Films se hizo cargo de la película; contratando a DJ Caruso para dirigir y Jason Statham en el papel principal. En abril del año siguiente, Statham abandonó la película y fue reemplazado por Dave Bautista.  Ice Cube se unió al elenco en junio de 2019. En septiembre se unieron al reparto Morena Baccarin y Kris Wu. Caruso y Peter Landesman estaban reescribiendo el guion antes del inicio de la producción previsto para el 2 de diciembre de 2019 en la República Dominicana. 
El desarrollo de la película se detuvo silenciosamente nuevamente hasta mayo de 2023, cuando los derechos de distribución pasaron a Lionsgate ; JJ Perry iba a dirigir y James Coyne reescribiría el guion. El elenco retuvo a Bautista y Ice Cube y agregó a Sofia Boutella y Ben Kingsley .   En julio, Pom Klementieff, Scott Adkins, Drew McIntyre y Marko Zaror estuvieron entre las nuevas incorporaciones al elenco.   En marzo de 2024, se anunció que Terry Crews sería el protagonista, habiendo reemplazado a Cube. 
La producción comenzó en julio de 2023 en Budapest,  habiéndose concedido una exención del acuerdo provisional para continuar con el rodaje en medio de la huelga SAG-AFTRA de 2023 .  Los créditos finales de redacción se presentaron en noviembre de 2023; El crédito del guion fue otorgado a Ravich y Coyne y el crédito del material literario adicional fuera de la pantalla se atribuyó a Caruso, Nick Cassavetes, John Joseph Connolly, Michael Dowse, Cory Goodman, Kinberg, Landesman, Brian Rudnick y Kurt Wimmer . 

## Estreno
The Killer's Game se estrenó en Estados Unidos y Canadá el 13 de septiembre de 2024.